# Chitasida diplogramma
Chitasida diplogramma là một loài bướm đêm trong họ Noctuidae.